# رمی فورنیه
رمی فورنیه (انگلیسی: Rémi Fournier؛ زادهٔ ۳ نوامبر ۱۹۸۳) بازیکن فوتبال اهل فرانسه است.
از باشگاه‌هایی که در آن بازی کرده‌است می‌توان به باشگاه فوتبال آژاکسیو و باشگاه فوتبال ستاره سرخ اشاره کرد.